# Lovitura de stat din Bolivia din 1920
Lovitura de stat din Bolivia din 1920 a fost o preluare de putere fără vărsare de sânge în Bolivia de către Partidul Republican la 12 iulie 1920, lovitură care a răsturnat guvernul Partidului Liberal și l-a adus pe Bautista Saavedra în funcția de președinte din 1920 până în 1925.
Republicanii au fost mai puțin uniți de o ideologie unică decât de o largă alianță a foștilor liberali și a unor elite conservatoare care de obicei aveau unele conflicte personale cu liberalii conducători și doreau să preia puterea pentru ei înșiși. Curând după lovitura de stat, republicanii s-au împărțit în două noi partide grupate în jurul a doi lideri - Bautista Saavedra împreună cu Partidul Socialist Republican și Daniel Salamanca, care a înființat Partidul Republican Autentic.
Saavedra a legalizat dreptul la grevă și a introdus arbitrajul guvernamental în litigiile de muncă. În 1922 a provocat o grevă generală după interzicerea taxiurilor de noapte. Greviștii au câștigat și serviciile de taxi au fost reluate, iar federația feroviară a fost recunoscută ca reprezentantă a lucrătorilor feroviari. Asta nu a înseamnat sfârșitul violenței. În 1923, o grevă a minerilor din Uncia a fost reprimată cu forța. O revoltă nativă în altiplano condusă de Jesus de Machacha a fost, de asemenea, reprimată în același an. Abundența de staniu s-a încheiat în 1925, astfel că au început problemele economice.
Saavedra l-a ales pe succesorul său, Hernando Siles Reyes, unul dintre liderii republicani, care a fost ales președinte în 1926 și a fost forțat să demisioneze în 1930 după ce a candidat pentru a fi ales pentru al doilea mandat. Daniel Salamanca și-a asumat atunci președinția cu ajutorul Partidului Liberal și a condus țara în dezastruosul Război Chaco.